# No Ordinary Love
No Ordinary Love è un singolo del gruppo musicale inglese Sade, pubblicato nel 1992 come primo estratto dal quarto album in studio della band Love Deluxe.

## Descrizione
Il brano venne scritto da Sade Adu e Stuart Matthewman.

## Tracce
- CD (UK)

1. No Ordinary Love – 5:21
2. Paradise (Remix) – 5:40
3. No Ordinary Love (Album Version) – 7:20

## Cover
- Il brano è stato reinterpretato dai Deftones per la raccolta B-Sides & Rarities.
- Una cover del trombettista Chris Botti è inclusa nel suo album When I Fall in Love (2004).
- Il cantante Richard Marx ha inciso la sua cover nell'album Sundown (2008).
- Nel 2014 in Rose ave., album del duo You+Me, composto da Dallas Green e Pink.